# Епархия Мбулу
Епархия Мбулу (лат. Dioecesis Mbuluensis) — епархия Римско-Католической церкви с центром в городе Мбулу, Танзания. Епархия Мбулу входит в митрополию Аруши.

## История
14 апреля 1943 года Римский папа Пий XII издал буллу Ad evangelizationis, которой учредил апостольскую префектуру Мбулу, выделив её из апостольских викариатов Таборы (сегодня — Архиепархия Таборы) и Килиманджаро (сегодня — Епархия Моши), а также апостольской префектуры Додомы (сегодня — Епархия Додомы).
10 января 1952 года Римский папа Пий XII издал буллу Non mediocri, которой преобразовал апостольскую префектуру Мбулу в апостольский викариат.
25 марта 1953 года Римский папа Пий XII издал буллу Quemadmodum ad Nos, которой преобразовал апостольский викариат Мбулу в епархию. Первоначально епархия Мбулу являлась суффраганной по отношению к архиепархии Дар-эс-Салама.
25 марта 1972 года епархия Мбулу передала часть своей территории для возведения епархии Сингиды.
16 марта 1999 года епархия Мбулу вошла в состав церковной провинции Аруши.

## Ординарии епархии
- епископ Patrick Winters, SAC[1] (1944—1971);
- епископ Nicodemus Atle Basili Hhando (1971—1997);
- епископ Иуда Фаддей Руваичи, OFMCap (1999—2005);
- епископ Beatus Kinyaiya, OFMCap (2006 — 6.11.2014), назначен архиепископом Додомы;
  - Sede Vacante (6.11.2014 — 22.05.2018);
- епископ Anthony Lagwen (22.05.2018 — по настоящее время).